# Stefano Vicario
Stefano Vicario (Roma, 25 dicembre 1953) è un regista televisivo italiano.

## Biografia
Debutta nel 1973 come aiuto regista del padre, Marco Vicario, e di altri registi come Damiano Damiani con cui collabora in Un genio, due compari, un pollo del 1975.
Si specializza principalmente nelle produzioni televisive e cura la regia per innumerevoli trasmissioni e fiction. Stefano Vicario è infatti il regista di Bim Bum Bam, Il pranzo è servito, La sai l'ultima?, La corrida, Tira & Molla, Passaparola, Lo show dei record, I migliori anni, Il gatto e la volpe, Tutti per Bruno, I Cesaroni e Avanti un altro!.
Nel 1994 ha diretto il recital televisivo L'isola del tesoro, narrato da Paolo Bonolis.
Ideatore di telefilm di successo come Licia dolce Licia, Teneramente Licia e Balliamo e cantiamo con Licia, Arriva Cristina, è anche stato il regista del Festival di Sanremo 2004, 2005, 2009, 2012, 2020, 2021, 2022, 2023 e 2024.
Ha inoltre collaborato con Carlo Conti in molti suoi programmi come I raccomandati, 50 canzonissime, Miss Italia, Ma chi sei Mandrake?, I migliori anni e Baciami Versilia. È stato il regista dal 2002 al 2006 del famoso quiz di Rai 1 L'eredità.
Dal 2011 al 2024 è stato il regista del game show Avanti un altro! su Canale 5. Nel 2012, sempre su Canale 5, ha diretto il quiz Il braccio e la mente. Dal 2014 dirige il varietà/talent show Ti lascio una canzone.
Vicario ha anche diretto un lungometraggio cinematografico nel 2001 intitolato Sottovento! con Claudio Amendola e Anna Valle, di cui ha curato anche la sceneggiatura.
Dal 2016 è il regista del game show estivo di Rai 1 ovvero, Reazione a catena - L'intesa vincente e del quiz autunnale-invernale Rischiatutto, con la conduzione di Fabio Fazio e la partecipazione di Ludovico Peregrini alias il Signor No su Rai 3.
Come per l'anno passato, anche in questa stagione televisiva, sarà il regista di Superbrain - Le supermenti con Paola Perego. Nel 2021 dirige Sul tetto del mondo, documentario incentrato sulla vita dell'alpinista ed esploratore Walter Bonatti, oltre a essere il regista di Arena Suzuki '60 '70 '80, programma di Rai 1 condotto da Amadeus, e di Che tempo che fa, programma di Rai 3 in onda dal 3 ottobre. Nel 2024 segue il conduttore al Nove come regista del game show Chissà chi è e la nuova edizione de La Corrida.

## Vita privata
È figlio del regista Marco Vicario e dell'attrice Rossana Podestà. È fratello di Francesco, anche lui regista, e quindi zio di Margherita, attrice e cantante.

## Opere
- Il re degli stracci. La prima indagine di un invisibile, La nave di Teseo, 2021, ISBN 9788834608241
- Acqua di fiume. La nuova indagine del re degli stracci, La nave di Teseo, 2024, ISBN 9788834616413